# العلاقات البرازيلية القطرية
العلاقات البرازيلية القطرية هي العلاقات الثنائية التي تجمع بين البرازيل وقطر.

## مقارنة بين البلدين
هذه مقارنة عامة ومرجعية للدولتين:
| وجه المقارنة                                              | البرازيل | قطر           |
| --------------------------------------------------------- | --- | ------------- |
| المساحة (كم2)                                             | 8.52 مليون | 11.44 ألف     |
| عدد السكان (نسمة)                                         | 202.66 مليون | 2.64 مليون    |
| الكثافة السكانية (ن./كم²)                                 | 23.79 | 230.77        |
| العاصمة                                                   | برازيليا، ريو دي جانيرو | الدوحة        |
| اللغة الرسمية                                             | برتغالية برازيلية، Brazilian Sign Language ‏ | اللغة العربية |
| العملة                                                    | ريال برازيلي، كروزيرو ريال برازيلي ‏، كروزيرو البرازيلية (1990–1993)، البرازيلي كروزادو نوفو، كروزادو برازيلي، cruzeiro ‏، كروزيرو البرازيلية (1942–1967)، الريال البرازيلي (قديم) | ريال قطري     |
| الناتج المحلي الإجمالي (بليون دولار)                      | 2.06 تريليون | 167.61 مليار  |
| الناتج المحلي الإجمالي (تعادل القوة الشرائية) بليون دولار | 3.22 تريليون | 316.40 مليار  |
| الناتج المحلي الإجمالي الاسمي للفرد دولار أمريكي          | 8.54 ألف | 73.65 ألف     |
| الناتج المحلي الإجمالي للفرد دولار أمريكي                 | 15.89 ألف | 141.54 ألف    |
| مؤشر التنمية البشرية                                      | 0.754 | 0.850         |
| رمز المكالمات الدولي                                      | +55 | +974          |
| رمز الإنترنت                                              | .br | .qa           |
| المنطقة الزمنية                                           | | ت ع م+03:00   |

## مدن متوأمة
في ما يلي قائمة باتفاقيات التوأمة بين مدن برازيلية وقطرية:
- ترتبط برازيليا مع الدوحة باتفاقية توأمة منذ 2004.

## منظمات دولية مشتركة
يشترك البلدان في عضوية مجموعة من المنظمات الدولية، منها:
| علم المنظمة | اسم المنظمة                        | تاريخ انضمام البرازيل | تاريخ انضمام قطر |
| ----------- | ---------------------------------- | --------------------- | ---------------- |
|             | الاتحاد البريدي العالمي            | ?                     | ?                |
|             | يونسكو                             | 4 نوفمبر 1946         | 27 يناير 1972    |
|             | البنك الدولي للإنشاء والتعمير      | 14 يناير 1946         | 25 سبتمبر 1972   |
|             | منظمة التجارة العالمية             | ?                     | ?                |
|             | وكالة ضمان الاستثمار متعدد الأطراف | 7 يناير 1993          | 22 أكتوبر 1996   |
|             | الاتحاد الدولي للاتصالات           | 4 يوليو 1877          | 27 مارس 1973     |
|             | منظمة الشرطة الجنائية الدولية      | ?                     | ?                |
|             | مؤسسة التمويل الدولية              | 31 ديسمبر 1956        | 11 أكتوبر 2008   |
|             | الأمم المتحدة                      | 24 أكتوبر 1945        | 21 سبتمبر 1971   |
|             | منظمة حظر الأسلحة الكيميائية       | ?                     | ?                |

## أعلام
هذه قائمة لبعض الشخصيات التي تربطها علاقات بالبلدين:
- إيمرسون شيخ (لاعب كرة قدم قطري، 6 ديسمبر 1978[22] – )
- رودريغو تاباتا (لاعب كرة قدم برازيلي، 19 نوفمبر 1980[23] – )
- فابيو سيزار مونتيزين (لاعب كرة قدم برازيلي، 24 فبراير 1979 – )
- لويز مارتن جونيور (لاعب كرة قدم برازيلي، 13 يناير 1989 – )
- ماراكوني أمارال (لاعب كرة قدم برازيلي، 5 أبريل 1978[24] – )

## وصلات خارجية
- موقع وزارة الخارجية البرازيلية
- موقع وزارة الخارجية القطرية